# 유니 (보컬로이드)
유니(UNI)는 ST MEDiA에서 제작한 야마하의 보컬 음성 합성 소프트웨어 VOCALOID4 및 Synthesizer V Studio 2를 기반으로 한 소프트웨어 및 소프트웨어의 캐릭터를 가리킨다. 2번째 한국어 보컬로이드이자 1번째 한국어 Synthesizer 가수이다.

## 상세
야마하의 음성 합성 엔진 VOCALOID4를 채용하여 제작되었으며, 한국어 라이브러리만 지원한다. 캐릭터 디자인은 2015년 8월 4일에 처음으로 공개되었으며, 일러스트레이터는 “OSUK2”가 담당했다.
2025년 3월 21일 Synthesizer V Studio의 최초의 한국어 음성 데이터베이스로서 정식 발매되었다.

## 노래

### 한국어 샘플 곡
1. UNI [ST MEDiA]
2. Boundary [윤박사]

### 한국어 데모 곡
1. 어제, 오늘, 내일 [이찌고]
2. Installation [상록수]
3. 작별 카운트다운 [와이번P]
4. Elixir [피로zzZ]
5. CONNECTED [NONE(P4koo)]

### 한국어 오리지널 곡
1. 도플갱어
2. 저격수인형
3. 벛꽃비
4. 빨간구두
5. 할로윈 꼬마유령 (with 시유)
6. 비밀 인형극2
7. 어둑시니 (with 시유)
8. 비형량의 나례가
9. 윤회 (with 시유)
10. I'm not a monster
11. 허물의 마녀
12. 둔갑 (with 시유)
13. 홍련

1. ↑  “403 Forbidden”. 2025년 6월 4일에 확인함.